# サッカー大韓民国女子代表
サッカー大韓民国女子代表（サッカーだいかんみんこくじょしだいひょう）は、大韓サッカー協会(KFA)によって編成される女子サッカーのナショナルチームである。アジアサッカー連盟(AFC)および東アジアサッカー連盟(EAFF)に所属している。

## 概要
韓国の女子サッカーは常に男子サッカーの影に包まれていて、女子バスケットボールと女子バレーボールに比べて人気が高くないせいで、あまり注目されなかったが、2003 FIFA女子ワールドカップに初出場して以来、成長を続けている。
2005年には自国開催の東アジア選手権で優勝を果たした。FIFA女子ワールドカップは2003年大会で初出場。オリンピックは2024年まで未出場。
韓国においてサッカーは有数の人気競技であるが、それは男子サッカーに限った事であった。女子サッカーは長年にわたって男子サッカーの陰に隠れ、競技人口も少ないままであった。黎明期の代表選手で、Kリーグ初の女性主審となった任銀珠(イム・ウンジュ)も、大学入学後にホッケーからサッカーに転向して余り時間が経っていない時期に代表候補に招集されたと語っている。
一部の高校・大学・実業団クラブの間だけで行われてきた女子サッカーも、近年になってからは少しずつ熱を帯び始め、同時に年代別代表を中心に成績面での著しい向上が見られるようになった。2008年、ニュージーランドで開催されたU-17ワールドカップではベスト8の成績を収めた。2009年、セルビアのベオグラードで開催されたユニバーシアードではフル代表や元U-20代表らのメンバーを揃えて大会に臨み、同国女子サッカー史上初となる優勝という成績を収めている。さらに2010年のU-17ワールドカップでも優勝を果たした。
2009年からは国内トップリーグとして「WKリーグ」が発足し、代表チームに多くの選手を送り込んでいる。
2015 FIFA女子ワールドカップでは、初戦で強豪のブラジルと対戦したが0-2で敗れた。第2戦のコスタリカ戦では2-2の引き分け、第3戦のスペイン戦では29分に先制されるも53分にチョ・ソヒョンのゴールで同点に追いつき、78分にも逆転のゴールを決め大会初勝利に加えて初の決勝トーナメント進出を決めた。しかし、迎えた決勝ラウンド16ではフランスに0-3で敗れ、大会を去っていった。
EAFF E-1サッカー選手権2017は、初戦の日本戦は14分にチョ・ソヒョンのPK、80分のハン・チェリンのゴールで2度追いつくも、最後は83分に岩渕真奈に決勝ゴールを決められて2-3と惜敗。続く第2戦の北朝鮮戦も18分にキム・ユンミのゴールで0-1と惜敗し2連敗となり、最終戦の中国戦も18分のゴール、35分のPKで0-2と前半を終える。後半に2点リードされて迎えた85分にカン・ユミのゴールで一時は1点差としたが、90分に3失点目を喫して1-3で終了した。なお、エースのイ・ミナも、この大会ではノーゴールと結果を残せずに4位という成績を残して大会を終えた。
2019 FIFA女子ワールドカップは、初戦で開催国のフランスと対戦したが完全アウェーの雰囲気に終始翻弄されてしまい、前半に3ゴールを奪われるなど0-4と大敗した。第2戦のナイジェリア戦では29分にキム・ドヨンがオウンゴールを献上するなど0-2で敗れて2連敗となった。最終戦のノルウェー戦でも4分と50分に2つのPKを決められ、78分にヨ・ミンジのゴールで1点を返したが反撃もここまでで、1-2で敗れてグループAの最下位で大会を去った。
EAFF E-1サッカー選手権2019は、初戦の中国戦はお互いに譲らない接戦を繰り広げた末に0-0とスコアレスドロー。第2戦のチャイニーズタイペイ戦はカン・チェリムの2ゴールと87分のジャン・ソルビンのゴールで3-0の快勝。優勝をかけた最終戦の日本戦は前半から接戦を演出していたものの、88分にシム・ソヨンが籾木結花のシュートを左手で止めてPKを献上。このPKをユン・ヨングルがコースを読んでいたものの止められずにネットを揺らされて0-1で終了。地元開催で優勝した2005年大会以来、14年ぶり2回目の優勝はならなかった。
東京五輪サッカーアジア3次予選は、韓国女子サッカー史上初の五輪出場を目指し初戦でミャンマーと対戦し7-0で勝利し、第2戦でベトナムに3-0で勝利して2連勝となりプレーオフ進出となった。プレーオフでは中国と対戦し第1戦は33分に先制を許すが、その4分後にカン・チェリムのゴールで追いつくも73分にPKを決められ1-2で敗れた。第2戦は31分にカン・チェリムのゴールで先制し45分にオウンゴールで追加点を挙げ、2-0となり五輪出場に一歩近づくものの69分に失点し延長戦となるが104分に失点し2試合合計3-3（延長0-1）となり、韓国女子サッカー史上初の五輪出場はかなわなかった。
EAFF E-1サッカー選手権2022は、初戦の日本戦は33分に先制点を決められ59分にチ・ソヨンのゴールで追いつくも65分に勝ち越され1-2で敗れた。第2戦の中国戦は34分にチェ・ユリのゴールで先制するも76分に追いつかれ1-1で引き分けた。第3戦のチャイニーズタイペイ戦は35分にオウンゴールで先制しイ・ミナなどのゴールで4-0で大勝した。最終順位は3位で終えた。
2023 FIFA女子ワールドカップは、初戦でコロンビアと対戦したが30分にPKを決められ先制を許すと39分に追加点を許し0-2で敗れた。第2戦のモロッコ戦では6分に先制を許し0-1で敗れて2連敗となった。最終戦のドイツ戦では6分にチョ・ソヒョンのゴールで先制するも42分に追いつかれ1-1で引き分け、グループHの最下位で大会を去った。
パリ五輪サッカーアジア2次予選は、韓国女子サッカー史上初の五輪出場を目指し初戦でタイと対戦し10-1で大勝した。しかし、2戦目の北朝鮮戦は得点こそ与えなかったものの最後まで相手の硬い守りを崩し切れず0-0の引き分けに終わる。勝利すれば無条件で最終予選進出が決まる3戦目の中国戦は62分にシム・ソヨンが先制ゴールを決め、3次予選進出に一歩近づく。しかし、78分に同点ゴールを許し1-1の引き分けに終わり、韓国女子サッカー史上初の五輪出場はかなわなかった。
2024年10月26日、2007年以来17年ぶりに国立競技場で日本と対戦したが、前半32分に失点するとその後も34分・37分と立て続けに失点し、56分にも谷川萌々子のゴールで4点目を奪われて0-4で敗戦。前半2分のファーストシュート以外は全くいいところなく17年ぶりの国立競技場で4失点を喫しての敗戦を喫してしまった。
EAFF E-1サッカー選手権2025は初戦で中国に2度のリードを許すも終了間際に追いついて2-2の引き分けに持ち込むと、続く日本戦も前半37分に先制されるも86分にチョン・ダビンが同点ゴールを決めて1-1の引き分けに持ち込んだ。勝つ以外優勝はないという状況で挑んだチャイニーズタイペイ戦は前半を0-0で折り返すと、70分にチ・ソヨンがPKを決めて先制点を奪う。終盤にも追加点を奪い2-0で勝利。韓国、日本、中国と勝点5で並んだが、韓国は2005年大会以来20年ぶり2回目の優勝を飾った。

## 成績
赤枠は自国開催

### FIFA女子ワールドカップ
| 開催国 / 年 | 成績               | 試合     | 勝       | 分       | 敗       | 得       | 失       |
| ----------- | ------------------ | -------- | -------- | -------- | -------- | -------- | -------- |
| 1991        | 予選敗退           | 予選敗退 | 予選敗退 | 予選敗退 | 予選敗退 | 予選敗退 | 予選敗退 |
| 1995        | 予選敗退           | 予選敗退 | 予選敗退 | 予選敗退 | 予選敗退 | 予選敗退 | 予選敗退 |
| 1999        | 予選敗退           | 予選敗退 | 予選敗退 | 予選敗退 | 予選敗退 | 予選敗退 | 予選敗退 |
| 2003        | グループリーグ敗退 | 3        | 0        | 0        | 3        | 1        | 11       |
| 2007        | 予選敗退           | 予選敗退 | 予選敗退 | 予選敗退 | 予選敗退 | 予選敗退 | 予選敗退 |
| 2011        | 予選敗退           | 予選敗退 | 予選敗退 | 予選敗退 | 予選敗退 | 予選敗退 | 予選敗退 |
| 2015        | ベスト16           | 4        | 1        | 1        | 2        | 4        | 8        |
| 2019        | グループリーグ敗退 | 3        | 0        | 0        | 3        | 1        | 8        |
| 2023        | グループリーグ敗退 | 3        | 0        | 1        | 2        | 1        | 4        |
| 合計        | 出場4回            | 13       | 1        | 2        | 10       | 7        | 31       |

### オリンピック
| 開催国 / 年 | 成績     | 試合     | 勝       | 分       | 敗       | 得       | 失       |
| ----------- | -------- | -------- | -------- | -------- | -------- | -------- | -------- |
| 1996        | 予選敗退 | 予選敗退 | 予選敗退 | 予選敗退 | 予選敗退 | 予選敗退 | 予選敗退 |
| 2000        | 予選敗退 | 予選敗退 | 予選敗退 | 予選敗退 | 予選敗退 | 予選敗退 | 予選敗退 |
| 2004        | 予選敗退 | 予選敗退 | 予選敗退 | 予選敗退 | 予選敗退 | 予選敗退 | 予選敗退 |
| 2008        | 予選敗退 | 予選敗退 | 予選敗退 | 予選敗退 | 予選敗退 | 予選敗退 | 予選敗退 |
| 2012        | 予選敗退 | 予選敗退 | 予選敗退 | 予選敗退 | 予選敗退 | 予選敗退 | 予選敗退 |
| 2016        | 予選敗退 | 予選敗退 | 予選敗退 | 予選敗退 | 予選敗退 | 予選敗退 | 予選敗退 |
| 2021        | 予選敗退 | 予選敗退 | 予選敗退 | 予選敗退 | 予選敗退 | 予選敗退 | 予選敗退 |
| 2024        | 予選敗退 | 予選敗退 | 予選敗退 | 予選敗退 | 予選敗退 | 予選敗退 | 予選敗退 |
| 合計        | 出場0回  | 0        | 0        | 0        | 0        | 0        | 0        |

### AFC女子アジアカップ
| 開催国 / 年 | 成績               | 試合   | 勝     | 分     | 敗     | 得     | 失     |
| ----------- | ------------------ | ------ | ------ | ------ | ------ | ------ | ------ |
| 1975        | 不参加             | 不参加 | 不参加 | 不参加 | 不参加 | 不参加 | 不参加 |
| 1977        | 不参加             | 不参加 | 不参加 | 不参加 | 不参加 | 不参加 | 不参加 |
| 1979        | 不参加             | 不参加 | 不参加 | 不参加 | 不参加 | 不参加 | 不参加 |
| 1981        | 不参加             | 不参加 | 不参加 | 不参加 | 不参加 | 不参加 | 不参加 |
| 1983        | 不参加             | 不参加 | 不参加 | 不参加 | 不参加 | 不参加 | 不参加 |
| 1986        | 不参加             | 不参加 | 不参加 | 不参加 | 不参加 | 不参加 | 不参加 |
| 1989        | 不参加             | 不参加 | 不参加 | 不参加 | 不参加 | 不参加 | 不参加 |
| 1991        | グループリーグ敗退 | 3      | 0      | 0      | 3      | 0      | 22     |
| 1993        | グループリーグ敗退 | 3      | 1      | 0      | 2      | 4      | 9      |
| 1995        | 4位                | 5      | 2      | 1      | 2      | 11     | 5      |
| 1997        | グループリーグ敗退 | 2      | 1      | 0      | 1      | 11     | 1      |
| 1999        | グループリーグ敗退 | 4      | 3      | 0      | 1      | 30     | 5      |
| 2001        | 4位                | 6      | 4      | 0      | 2      | 16     | 10     |
| 2003        | 3位                | 6      | 4      | 1      | 1      | 22     | 5      |
| 2006        | グループリーグ敗退 | 4      | 2      | 0      | 2      | 14     | 6      |
| 2008        | グループリーグ敗退 | 3      | 2      | 0      | 1      | 5      | 3      |
| 2010        | グループリーグ敗退 | 3      | 1      | 1      | 1      | 6      | 3      |
| 2014        | 4位                | 5      | 2      | 1      | 2      | 18     | 4      |
| 2018        | 5位                | 4      | 2      | 2      | 0      | 9      | 0      |
| 2022        | 準優勝             | 6      | 4      | 1      | 1      | 11     | 4      |
| 合計        | 出場13回           | 54     | 28     | 7      | 19     | 157    | 77     |

### アジア競技大会
| 開催国 / 年 | 成績               | 試合 | 勝 | 分 | 敗 | 得  | 失 |
| ----------- | ------------------ | ---- | -- | -- | -- | --- | -- |
| 1990        | 5位                | 5    | 1  | 0  | 4  | 2   | 30 |
| 1994        | 4位                | 3    | 0  | 0  | 3  | 0   | 9  |
| 1998        | グループリーグ敗退 | 3    | 1  | 1  | 1  | 8   | 4  |
| 2002        | 4位                | 5    | 2  | 0  | 3  | 6   | 8  |
| 2006        | 4位                | 5    | 2  | 0  | 3  | 7   | 10 |
| 2010        | 3位                | 5    | 3  | 1  | 1  | 14  | 4  |
| 2014        | 3位                | 6    | 5  | 0  | 1  | 33  | 2  |
| 2018        | 3位                | 6    | 5  | 0  | 1  | 32  | 3  |
| 2023        | ベスト8            | 4    | 3  | 0  | 1  | 14  | 5  |
| 合計        | 出場9回            | 42   | 22 | 2  | 18 | 116 | 75 |

### EAFF E-1サッカー選手権
| 開催国 / 年 | 成績            | 試合 | 勝 | 分 | 敗 | 得  | 失 |
| ----------- | --------------- | ---- | -- | -- | -- | --- | -- |
| 2005        | 優勝            | 3    | 2  | 1  | 0  | 3   | 0  |
| 2008        | 4位             | 6    | 3  | 0  | 3  | 15  | 9  |
| 2010        | 3位             | 7    | 5  | 0  | 2  | 47  | 4  |
| 2013        | 3位             | 3    | 1  | 0  | 2  | 4   | 5  |
| 2015        | 準優勝          | 6    | 5  | 0  | 1  | 29  | 3  |
| 2017        | 4位             | 6    | 3  | 0  | 3  | 43  | 7  |
| 2019        | 準優勝          | 3    | 1  | 1  | 1  | 3   | 1  |
| 2022        | 3位             | 3    | 1  | 1  | 1  | 6   | 3  |
| 合計        | 出場8回/優勝1回 | 37   | 21 | 3  | 13 | 150 | 32 |

## FIFAランキング
- 2003年から公表。現在は原則として3ヶ月ごとに発表される。
- 2006年からオーストラリアがAFCに転籍したため、AFC内ランクにも影響がある。

- 最新順位 - 20位 (2024年12月)
- 初登場 - 24位 (2003年7月)
- 最高順位 - 14位 (2019年3月)
- 最低順位 - 26位 (2006年6月)

| 2003 | 2003 | 2003 | 2003 | 2004 | 2004 | 2004 | 2004 | 2005 | 2005 | 2005 | 2005 | 2006 | 2006 | 2006 | 2006 | 2007 | 2007 | 2007 | 2007 | 2008 | 2008 | 2008 | 2008 | 2009 | 2009 | 2009 | 2009 | 2010 | 2010 | 2010 | 2010 | 2011 | 2011 | 2011 | 2011 | 2012 | 2012 | 2012 | 2012 |
| ---- | ---- | ---- | ---- | ---- | ---- | ---- | ---- | ---- | ---- | ---- | ---- | ---- | ---- | ---- | ---- | ---- | ---- | ---- | ---- | ---- | ---- | ---- | ---- | ---- | ---- | ---- | ---- | ---- | ---- | ---- | ---- | ---- | ---- | ---- | ---- | ---- | ---- | ---- | ---- |
| 25   | 25   | 25   | 25   | 24   | 24   | 26   | 26   | 26   | 26   | 22   | 23   | 23   | 23   | 22   | 23   | 25   | 25   | 25   | 25   | 25   | 23   | 23   | 22   | 21   | 21   | 21   | 21   | 21   | 21   | 21   | 18   | 16   | 16   | 16   | 16   | 16   | 15   | 15   | 16   |

| 2013 | 2013 | 2013 | 2013 | 2014 | 2014 | 2014 | 2014 | 2015 | 2015 | 2015 | 2015 | 2016 | 2016 | 2016 | 2016 | 2017 | 2017 | 2017 | 2017 | 2018 | 2018 | 2018 | 2018 | 2019 | 2019 | 2019 | 2019 | 2020 | 2020 | 2020 | 2020 | 2021 | 2021 | 2021 | 2021 | 2022 | 2022 | 2022 | 2022 | 2022 |
| ---- | ---- | ---- | ---- | ---- | ---- | ---- | ---- | ---- | ---- | ---- | ---- | ---- | ---- | ---- | ---- | ---- | ---- | ---- | ---- | ---- | ---- | ---- | ---- | ---- | ---- | ---- | ---- | ---- | ---- | ---- | ---- | ---- | ---- | ---- | ---- | ---- | ---- | ---- | ---- | ---- |
| 16   | 16   | 17   | 17   | 18   | 18   | 17   | 17   | 18   | 17   | 17   | 18   | 17   | 19   | 19   | 18   | 17   | 16   | 15   | 14   | 16   | 15   | 14   | 14   | 14   | 20   | 20   | 20   | 18   | 18   | 18   | 18   | 19   | 18   | 18   | 18   | 17   | 18   | 18   | 17   | 15   |

| 2023 | 2023 | 2023 | 2023 | 2024 | 2024 | 2024 | 2024 |
| ---- | ---- | ---- | ---- | ---- | ---- | ---- | ---- |
| 16   | 17   | 20   | 20   | 20   | 20   | 19   | 20   |

出典: FIFA Women's Ranking

## 招集歴のある選手
- 金正美 (キム・ジョンミ/Kim Jung-Mi)
- キム・ソリ (Kim Seu-Ri)
- 全珉炅 (チョン・ミンギョン/Jun Min-Kyung)
- 金度姸 (Kim Do-Yeon)
- キム・ヨンジ (Kim Yun-Ji)
- 金有美 (キム・ユミ/Kim Yoo-Mi)
- シム・ソヨン(Shim Seo-Yeon)
- ノ・ダヘ (Noh Da-Hee)
- ファン・ボラム (Hwang Bo-Ram)
- 柳志恩 (ユ・ジウン/Yu Ji-Eun)
- 全ガウル (Jeon Ga-Eul)
- キム・ヒヨン (Kim Hee-Young)
- 権ハヌル (クォン・ハヌル/Kwon Hah-Nul)
- 李張微 (イ・ジャンミ(Lee Jang-Mi)
- 李世恩 (イ・セウン/Lee Sea-Eun)
- コ・テファ (Go Tae-Hwa)
- 車鉛喜 (チャ・ヨンヒ/Cha Yun-Hee)
- イ・ウンミ (Lee Eun-Mi)
- チョ・ソヒョン (Cho So-Hyun)
- カク・チヘ(Kwak Ji-Hye)
- キム・ソヨン(Kim Soo-Yun)
- 韓松伊 (ハン・ソンイ/Han Song-I)
- 朴煕栄 (パク・ヒヨン/Park Hee-Young)
- 任銀珠(イム・ウンジュ) - 元FIFA国際主審、AFC審判委員会委員
- 池笑然 (チ・ソヨン)
- 李珍和 (イ・ジンファ) - 日本女子サッカーリーグINAC神戸レオネッサ所属。登録名は「ジナ」
- ケイシー・フェア